# 河村五良
河村 五良（かわむら ごりょう、1930年1月17日 - 1991年1月23日）は、日本の政治家。山口県議会議長。山口県柳井市出身。

## 経歴
柳井市から下松市に移住し、タクシー会社㈱メトロ交通を興す。その後、ゴルフ場経営の白須那高原開発㈱を設立した。
1967年、山口県議会議員（下松市区）当選（以後、1987年まで6期連続当選）。自民党山口県連幹事長、1985年5月9日から1989年5月13日まで山口県議会議長を務めた。
国政選挙では常に佐藤栄作、佐藤信二父子を二代にわたって支持し、選対本部長などの要職を務めた。地方政界のフィクサー的役割を果たす「県政の寝業師」として、地域のために政治力を発揮した。

## 人物
- 気さくな人柄で「ごりょーちゃん」と親しまれた。2005年6月3日、故郷・柳井市のウェルネスパークに河村の功績をたたえる胸像が建立された（この日は河村が長年仕えた佐藤栄作元首相の命日でもあった）。
- 長男・河村尚男は五良の死後、1991年の県議選に後継者として自民党公認で出馬、無投票当選し、県議会議員を1期務めた。2010年6月20日に52歳で死去。
- 兄・河村三良は柳井市の前県議長谷川忠男の後援会長を長く務めた。また、柳井市でタクシー会社、ボウリング場、ガス会社などを経営した。
- 元秘書の福田稔は1996年から下松市議会議員を4期務めた。